# Glabrocyphella palmarum
Glabrocyphella palmarum är en svampart som först beskrevs av Berk. & M.A. Curtis, och fick sitt nu gällande namn av W.B. Cooke 1961. Glabrocyphella palmarum ingår i släktet Glabrocyphella och familjen Marasmiaceae.   Inga underarter finns listade i Catalogue of Life.